# Pallacanestro ai IX Giochi del Mediterraneo

## Classifica finale
| - | Paese      | Formazione |
| - | ---------- | --- |
|   | Jugoslavia | Jugoslavia4 Vučević, 5 Čeko, 6 Zorkić, 7 Avdija, 8 Sunara, 9 Mutapčić, 10 Karadžić, 11 Šantelj, 12 Vujačić, 13 Nakić, 14 Jovanović, 15 Vukičević, All. -           |
|   | Italia     | Italia4 Gracis, 5 Boselli, 6 Savio, 7 Tonut, 8 Costa, 9 Solfrini, 10 Villalta, 11 Campanaro, 12 Magnifico, 13 Vecchiato, 14 Ricci, 15 Sacchetti, All. Sandro Gamba |
|   | Turchia    | TurchiaArıboğan, Artış, Aydan, Engül, Ercen, Güler, Koçyiğit, Kunter, Sonat, Turam, Üner, All. Aydan Siyavuş                                                       |
| 4 | Grecia     | GreciaAndritsos, Christodoulou, Dīmakopoulos, Fasoulas, Filippou, Gkekos, Giannakīs, Kokolakīs, Mallach, Petropoulos, Rōmanidīs, Stauropoulos, All. Kōstas Politīs |
| 5 | Egitto     | |
| 6 | Marocco    | |
| 7 | Tunisia    | |